# Louis Favre (prêtre)
Pour les articles homonymes, voir Favre et Louis Favre.
Louis Favre, né à Bellevaux, en Haute-Savoie le 2 novembre 1910, et fusillé à Vieugy (Haute-Savoie) le 16 juillet 1944, est un prêtre catholique français, membre des Missionnaires de Saint François de Sales, résistant, Juste parmi les nations.

## Biographie

### Jeunesse
Né le 2 novembre 1910 dans un hameau de la commune de Bellevaux, en Haute-Savoie, il est le deuxième fils de Joseph Marie Favre, cultivateur, et de Marie Julie Voisin son épouse. Il est le troisième enfant d’une famille qui en compte quatre. Le père de famille est tué sur le front en 1917.
Louis Favre fait ses études primaires à Bellevaux et ses études secondaires de 1922 à 1929 à Ville-la-Grand au Juvénat (petit séminaire) dans la banlieue d’Annemasse, chez les Missionnaires de Saint François de Sales, une petite communauté religieuse axée sur l’enseignement. 
Il continue ensuite ses études religieuses à Fribourg, en Suisse, où la Congrégation possède une grande maison, la villa Bonlieu. 
Il effectue son noviciat du 24 août 1929 au 24 août 1930 puis suit les cours de philosophie à Saint-Michel avant d’effectuer son service militaire.

### Service militaire et ordination
Il entre dans la 14e section d’infirmiers à compter du 15 octobre 1932 en tant que soldat de 2e classe, il devient caporal puis sergent avant « d’être renvoyé dans ses foyers » le 15 octobre 1933.
Il revient compléter sa formation religieuse à Bonlieu et suit les cours de la faculté de théologie de Fribourg; il prononce ses vœux perpétuels le 29 octobre 1934 et est ordonné prêtre le 12 juillet 1936 par Marius Besson à Saint-Michel à Fribourg.
Après sa dernière année de théologie la Congrégation l’envoie comme surveillant à l’Institut Florimont, l’établissement d’enseignement français qu’elle possède au Petit-Lancy dans la banlieue de Genève. Passionné de football, Louis Favre devient le professeur de sport de Florimont. Il aime aussi écrire des pièces de théâtre qu’il joue avec les plus jeunes élèves sur la scène du théâtre de l’école.

### Résistance
La guerre est inévitable : il est rappelé par l’armée le 1er septembre 1939 et affecté au dépôt de la 14e section d’infirmiers militaires. 
Il est démobilisé le 3 août 1940 : les soldats de l’armée des Alpes dont il fait partie n’ont pas été faits prisonniers.
La frontière avec la Suisse étant momentanément fermée il enseigne à Ville-la-Grand à la rentrée 1940.
La position du Juvénat est déterminante pour son futur engagement dans la Résistance et dans le passage des Juifs : l’établissement possède un jardin dont le mur fait frontière avec la Suisse. De l’autre côté du mur, c’est le hameau de Carra dans le canton de Genève, et cette position privilégiée de l’établissement va déterminer le destin de Louis Favre.
À la rentrée 1941 la frontière est ouverte et Louis Favre revient enseigner à l’Institut Florimont en Suisse. L’établissement est pétainiste, comme la plupart des établissements dépendant de la religion catholique qui soutient le nouveau régime. Les positions ouvertement gaullistes de Louis Favre lui valent son éviction de Florimont en avril 1942 et son retour à Ville-la-Grand dans le cours d’une année scolaire.
L’établissement connaît ses premiers passages (des jeunes Hollandais principalement) dès la fin 1941.
L’engagement de Louis Favre dans la Résistance est très précoce comme le montre son dossier individuel relatif aux opérations accomplies dans la clandestinité qui se trouve au ministère de la Défense à Vincennes, dans le « bureau Résistance et Seconde guerre mondiale ». 
André Devigny, Compagnon de la Libération chargé de « liquider » le réseau Gilbert, c'est-à-dire d’en contrôler toute la véracité des éléments des dossiers, écrit de sa main : « entrée dans la Résistance : janvier 42 ».
Ce dossier enfin consultable bouleverse tout ce que l’on savait de l’engagement de Louis Favre dans la Résistance.
En effet, si son appartenance aux réseaux Gilbert du colonel Georges Groussard (résistant) était connue, – engagement commençant en novembre 1942 juste après l’invasion de la zone libre par les Allemands – , son homologation en tant qu'agent P2 dans le réseau de renseignement du mouvement Combat, le réseau Kasanga, dès août 1942, était totalement inconnue.
Parallèlement à ses activités de renseignement, de passage de documents dans un sens ou dans l’autre de la frontière, il y a le passage des hommes, ceux de la Résistance, malgré l’hostilité de ses confrères, et celle des Juifs depuis l’été 1942 et les grandes rafles.
Tout l’établissement finit par participer au passage des Juifs, et quatre d’entre eux recevront la médaille des Justes parmi les nations : les pères Louis Favre, Gilbert Pernoud, Pierre Frontin ainsi que le frère jardinier Raymond Boccard.
Louis Favre multiplie les activités de passages, se rend très souvent à Genève et il est repéré par la Gestapo.
Le jeudi 3 février 1944 il est arrêté par la douane allemande au Juvénat après une longue traque dans l’établissement.
Il passe dans quatre prisons de Haute-Savoie et devient le plus ancien prisonnier de la Gestapo du département.
Louis Favre impressionne tout le monde, les prisonniers comme les gardiens qui le laissent soigner les autres détenus et même… leur couper les cheveux grâce à la tondeuse que lui a fait parvenir à sa demande son ami Marcel Durupthy des réseaux Gilbert qui est gérant du salon de coiffure de la gare de Cornavin, à Genève. Il continue à faire du renseignement et à soutenir les autres membres du réseau Kasanga qui ont été arrêtés peu après lui : Charles Francillon, Albert Curioz et Emille Millet. 
Son existence en prison nous est connue par des témoignages de codétenus mais aussi par les petits billets qu’il a réussi à faire passer à l’extérieur grâce à la complicité de sa jeune sœur Marie.
Louis Favre refuse l’évasion préparée par les services de renseignement suisses et français pour que d’autres ne paient pas leur vie de la sienne.
Il est fusillé le dimanche 16 juillet 1944 avec sept autres camarades dans une clairière de Vieugy, près d’Annecy. 
De nombreux autres membres des réseaux Gilbert ont été arrêtés, mais seuls les quatre qui faisaient partie du réseau Kasanga, Louis Favre, Charles Francillon, Albert Curioz et Emille Millet ont été fusillés.
Ils ont leur monument à l’entrée du cimetière d’Annemasse.
Les anciens élèves sportifs de Florimont ont financé le médaillon de bronze qui orne le Juvénat.
Gilbert Ceffa, qui a connu Louis Favre lorsqu’il avait 18 ans, a conservé ses billets et a entretenu sa mémoire.
Les billets ont été exposés aux archives de l’état de Genève, et hommage a été rendu à ces Français qui, par leur action bénévole, ont contribué à la sauvegarde de la Suisse.

## Distinctions
- Chevalier de la Légion d'honneur à titre posthume le 17 novembre 1946.
- Croix de guerre 1939–1945, palme de bronze.
- Médaille de la Résistance française par décret du 26 mars 1945[2].
- Médaille des Juste parmi les nations, à titre posthume en 1986[3].